# Hypocrisy
Hypocrisy – szwedzka grupa muzyczna wykonująca death metal. Powstała 1990 roku w Ludvika z inicjatywy Petera Tägtgrena, początkowo (do 1992 roku) występując pod nazwą Seditious. Do 2009 roku ukazało się jedenaście albumów grupy pozytywnie ocenianych zarówno przez publiczność jak i krytyków muzycznych. Muzyka Hypocrisy z biegiem lat ewoluowała z tradycyjnego death metalu w stronę melodic death metalu. W tekstach początkowo nawiązywała do takich zagadnień jak satanizm i antychrześcijanizm, a następnie zjawiska paranormalne, przemoc czy uzależnienie.

## Historia

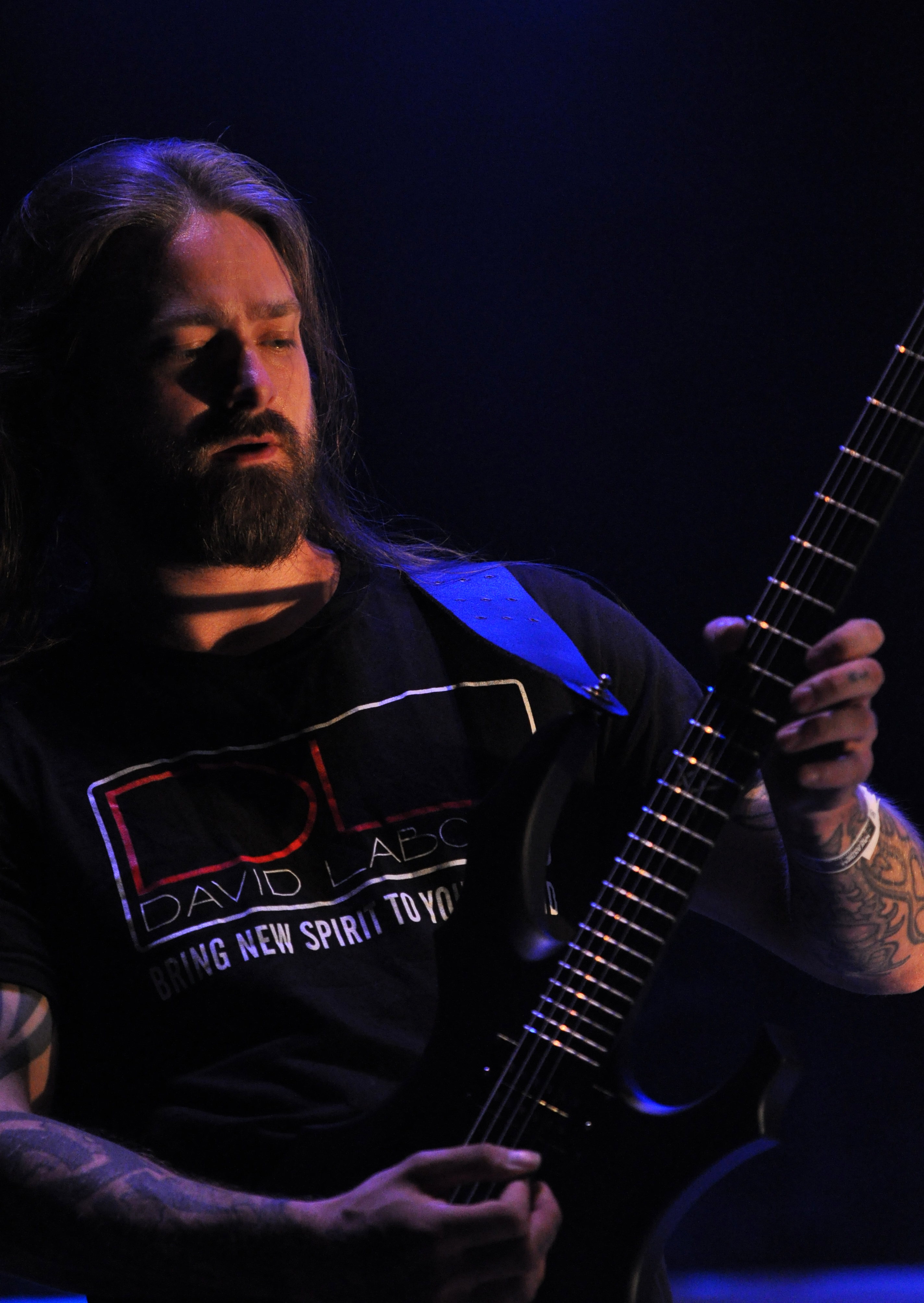
Tomas Elofsson, 2013

Zespół powstał w 1990 roku w Ludvika z inicjatywy Petera Tägtgrena, początkowo (do 1992 roku) występując pod nazwą Seditious. W 1991 roku ukazało się pierwsze niezależne wydawnictwo zespołu pt. Rest In Pain. Wszystkie instrumenty na potrzeby kasety zarejestrował Tägtgren. Muzyk niezadowolony z własnych wokali zaprosił do współpracy Magnusa "Masse" Broberga. W 1992 roku zostało wydane drugie demo pt. Rest In Pain 92, zrealizowane jako duet. Następnie został wydany split Hypocrisy z Afflicted, Resurrection i Sinister pt. Nuclear Blast Sampler. Wkrótce skład uzupełnił drugi gitarzysta Jonas Österberg oraz basista Mikael Hedlund. 5 października tego samego roku nakładem Nuclear Blast ukazał się pierwszy album pt. Penetralia. W ramach promocji zostały zrealizowane teledyski do utworów "Impotent God" i "Left To Rot".
W 1993 roku nakładem Relapse Records ukazał się pierwszy minialbum pt. Pleasure of Molestation. 12 października tego samego roku ukazał się drugi album zatytułowany Osculum Obscenum, promowany teledyskami do utworów "Pleasure Of Molestation" i "Inferior Devoties". Na płycie znalazły się m.in. ponownie zarejestrowane utwory pochodzące z minialbumu Pleasure of Molestation. Rok później został wydany drugi minialbum pt. Inferior Devoties. Była to pierwsza płyta nagrana bez udziału Broberga. W lipcu tego samego roku ukazał się trzeci album pt. The Fourth Dimension. Wydawnictwo została zarejestrowane na przełomie marca i kwietnia 1994 roku w sztokholmskim Park Studio.
W 1996 roku ukazał się trzeci minialbum pt. Maximum Abduction. Na czteroutworowej płycie znalazła się m.in. interpretacja utworu "Strange Ways" z repertuaru amerykańskiej grupy rockowej Kiss. 13 lutego tego samego roku ukazał się czwarty album zatytułowany Abducted poprzedzony singlem Carved Up. Materiał został zarejestrowany pomiędzy marcem a październikiem 1995 roku w Abyss Studio. W ramach promocji wydawnictwa został zrealizowany teledysk do utworu "Roswell 47". Tego samego roku ukazał się split Hypocrisy / Meshuggah. 11 listopada 1997 roku ukazał się piąty album pt. The Final Chapter promowany teledyskiem do tytułowego utworu. 9 marca również w 1999 roku ukazał się pierwszy album koncertowy Hypocrisy Destroys Wacken wydany także na kasecie VHS. Nagrania zostały zarejestrowane podczas występu na festiwalu Wacken Open Air. Następnie 22 czerwca ukazał się szósty album zatytułowany Hypocrisy. Płyta dotarła do 85. miejsca listy Media Control Charts w Niemczech. 22 sierpnia 2000 roku ukazał się siódmy album pt. Into the Abyss. Również w 2000 roku ukazał się split Hypocrisy z Raise Hell, Kataklysm, Destruction i Crematory pt. Nuclear Blast Festivals 2000. Także w 2001 roku ukazała się pierwsza kompilacja nagrań zespołu pt. 10 Years of Chaos and Confusion oraz pierwsza płyta DVD pt. Live & Clips.
19 marca 2002 roku ukazał się ósmy album zatytułowany Catch 22. Na przełomie marca i kwietnia zespół wziął udział w objazdowym festiwalu No Mercy. W trasie wzięły udział ponadto zespoły Cannibal Corpse, Kataklysm, Carpathian Forest, Vomitory, Exhumed, Prejudice oraz Spawn of Possession. Tego samego roku ukazał się spilt Hypocrisy / Kataklysm / Disbelief. Natomiast w listopadzie zespół odbył trasę koncertową w Stanach Zjednoczonych wraz z Dimmu Borgir, Children of Bodom i Nevermore. 16 lutego 2004 roku ukazał się dziewiąty album pt. The Arrival. W ramach promocji wydawnictwa został zrealizowany teledysk do utworu "Eraser". Tego samego roku z zespołu odszedł Lars Szoke, którego zastąpił Horgh, perkusista grupy Immortal. 19 września 2005 roku ukazał się dziesiąty album zatytułowany Virus. W ramach promocji został zrealizowany teledysk pt. "Scrutinized". Tego samego roku ukazał się czwarty minialbum Virus Radio. Perkusista Reidar "Horgh" Horghagen o nagraniach albumu Virus:

Do studia przywiozłem swój nowy zestaw perkusyjny, który brzmi po prostu zabójczo. Wszyscy byliśmy pod wrażeniem tego, jak szybko znaleźliśmy brzmienie, o które nam chodziło. Pół dnia spędziliśmy nad odpowiednim ustawieniem dźwięku perkusji. Gdy wszystko było gotowe, przystąpiłem do nagrań.

Natomiast 27 listopada zespół wystąpił w warszawskiej Proximie, a dzień później we wrocławskim W-Z. W 2006 roku z zespołu odszedł gitarzysta Andreas Holma, którego zastąpił Klas Ideberg, który współpracował z Darkane. W nowym składzie zespół odbył trasę koncertową Machines At War Tour po Ameryce Północnej wraz z zespołami Fear Factory, Suffocation i Decapitated. 9 maja 2008 roku ukazała się wznowiona edycja albumu Catch 22 v.2.0.08. 23 października 2009 roku ukazał się jedenasty album zatytułowany A Taste of Extreme Divinity. Płyta była promowana podczas koncertów w Stanach Zjednoczonych wraz z fińskim zespołem Ensiferum. W styczniu 2010 roku zespół wystąpił w katowickim klubie Mega Club i warszawskim klubie Progresja.

## Muzycy

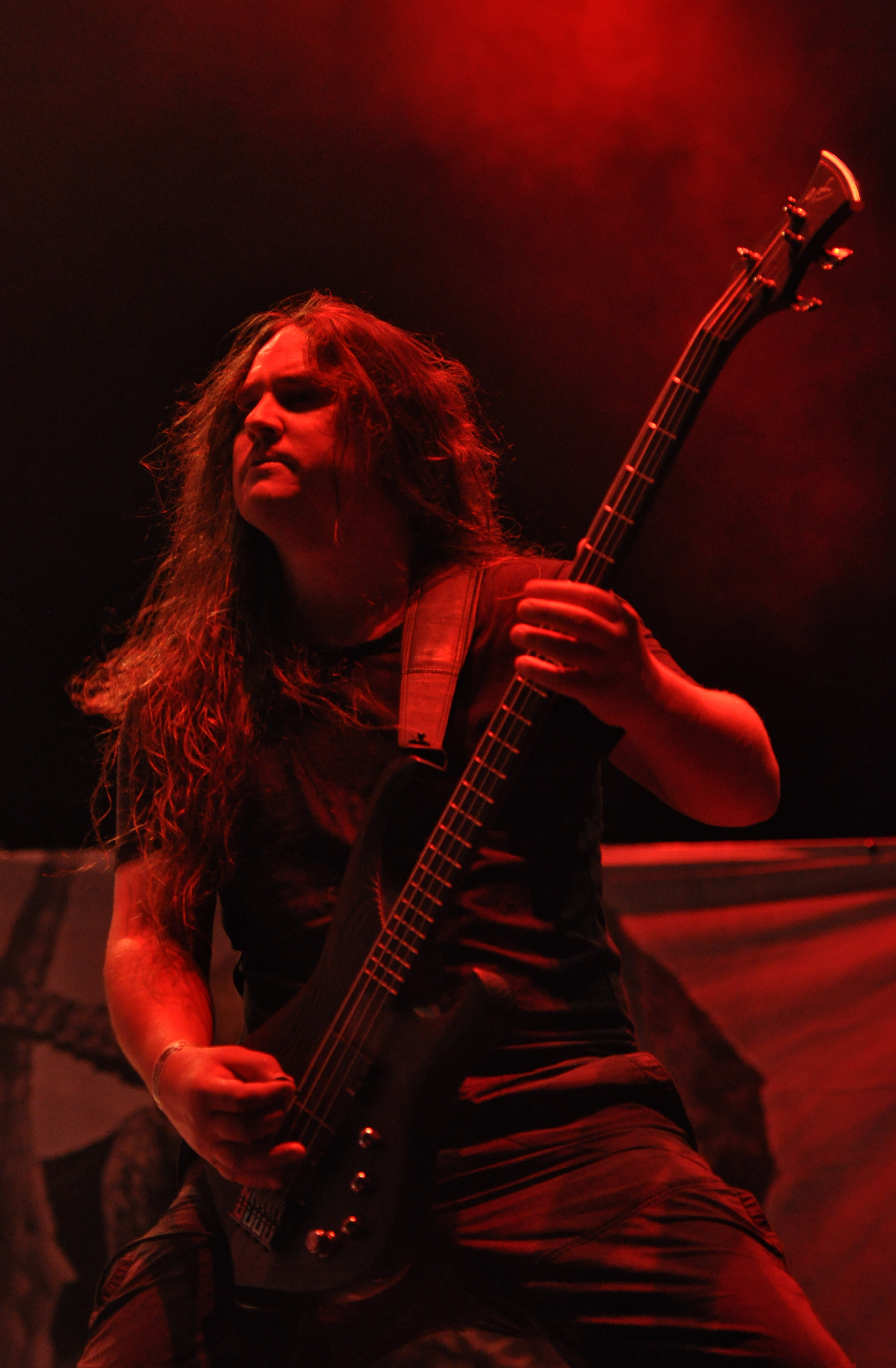
Mikael Hedlund, 2013

| Obecny skład zespołu - Peter Tägtgren – śpiew, gitara (od 1990) - Mikael Hedlund – gitara basowa (od 1992) - Reidar "Horgh" Horghagen – perkusja (od 2004) Muzycy koncertowi - Tomas Elofsson – gitara (od 2010) - André Skaug – gitara basowa (od 2013) - Mathias Kamijo – gitara (1996–2004) |  | Byli członkowie zespołu - Lars Szöke – perkusja (1990-2004) - Magnus "Masse" Broberg – śpiew (1992–1993) - Jonas Österberg – gitara (1992) - Andreas Holma – gitara (2004–2006) - Klas Ideberg – gitara (2006) |

## Dyskografia
| Rok                            | Tytuł                                                                             | Pozycja na liście | Pozycja na liście | Pozycja na liście | Pozycja na liście | Pozycja na liście | Pozycja na liście | Pozycja na liście |
| Rok                            | Tytuł                                                                             | DEU               | SWE               | AUT               | FRA               | CHE               | FIN               | US Heat.          |
| ------------------------------ | --------------------------------------------------------------------------------- | ----------------- | ----------------- | ----------------- | ----------------- | ----------------- | ----------------- | ----------------- |
| 1992                           | Penetralia - Data: 5 października 1992 - Wydawca: Nuclear Blast                   | –                 | –                 | –                 | –                 | –                 | –                 | –                 |
| 1993                           | Osculum Obscenum - Data: 12 października 1993 - Wydawca: Nuclear Blast            | –                 | –                 | –                 | –                 | –                 | –                 | –                 |
| 1994                           | The Fourth Dimension - Data: 25 października 1994 - Wydawca: Nuclear Blast        | –                 | –                 | –                 | –                 | –                 | –                 | –                 |
| 1996                           | Abducted - Data: 13 lutego 1996 - Wydawca: Nuclear Blast                          | –                 | –                 | –                 | –                 | –                 | –                 | –                 |
| 1997                           | The Final Chapter - Data: 11 listopada 1997 - Wydawca: Nuclear Blast              | –                 | –                 | –                 | –                 | –                 | –                 | –                 |
| 1999                           | Hypocrisy - Data: 22 czerwca 1999 - Wydawca: Nuclear Blast                        | 85                | –                 | –                 | –                 | –                 | –                 | –                 |
| 2000                           | Into the Abyss - Data: 22 sierpnia 2000 - Wydawca: Nuclear Blast                  | 64                | –                 | –                 | –                 | –                 | –                 | –                 |
| 2002                           | Catch 22 - Data: 19 marca 2002 - Wydawca: Nuclear Blast                           | 78                | –                 | –                 | –                 | –                 | –                 | –                 |
| 2004                           | The Arrival - Data: 16 lutego 2004 - Wydawca: Nuclear Blast                       | –                 | –                 | 71                | –                 | –                 | –                 | –                 |
| 2005                           | Virus - Data: 5 września 2005 - Wydawca: Nuclear Blast                            | 76                | 58                | 75                | –                 | –                 | –                 | –                 |
| 2009                           | A Taste of Extreme Divinity - Data: 23 października 2009 - Wydawca: Nuclear Blast | 62                | –                 | 66                | 184               | –                 | –                 | 23                |
| 2013                           | End of Disclosure - Data: 22 marca 2013 - Wydawca: Nuclear Blast                  | 35                | 29                | 56                | 151               | 53                | 30                | 12                |
| "—" pozycja nie była notowana. |                                                                                   |                   |                   |                   |                   |                   |                   |                   |

| Rok  | Tytuł                                                                    |
| ---- | ------------------------------------------------------------------------ |
| 1993 | Pleasure of Molestation - Data: 13 marca 1993 - Wydawca: Relapse Records |
| 1994 | Inferior Devoties - Data: 1994 - Wydawca: Nuclear Blast                  |
| 1996 | Maximum Abduction - Data: 25 lutego 1996 - Wydawca: Nuclear Blast        |
| 2005 | Virus Radio - Data: 2005 - Wydawca: Nuclear Blast                        |

| Rok  | Tytuł                                                                            |
| ---- | -------------------------------------------------------------------------------- |
| 2001 | 10 Years of Chaos and Confusion - Data: 3 sierpnia 2001 - Wydawca: Nuclear Blast |

| Rok  | Tytuł                                                                           |
| ---- | ------------------------------------------------------------------------------- |
| 1991 | Rest In Pain (demo) - Data: 1991 - Wydawca: brak (wydanie własne)               |
| 1992 | Rest In Pain 92 (demo) - Data: 1992 - Wydawca: brak (wydanie własne)            |
| 1996 | Carved Up (singel) - Data: 22 kwietnia 1996 - Wydawca: Nuclear Blast            |
| 1996 | Hypocrisy / Meshuggah (split) - Data: 1996 - Wydawca: Nuclear Blast             |
| 2003 | Hypocrisy / Kataklysm / Disbelief (split) - Data: 2003 - Wydawca: Nuclear Blast |
| 2008 | Catch 22 v.2.0.08 - Data: 9 maja 2008 - Wydawca: Nuclear Blast                  |

## Wideografia

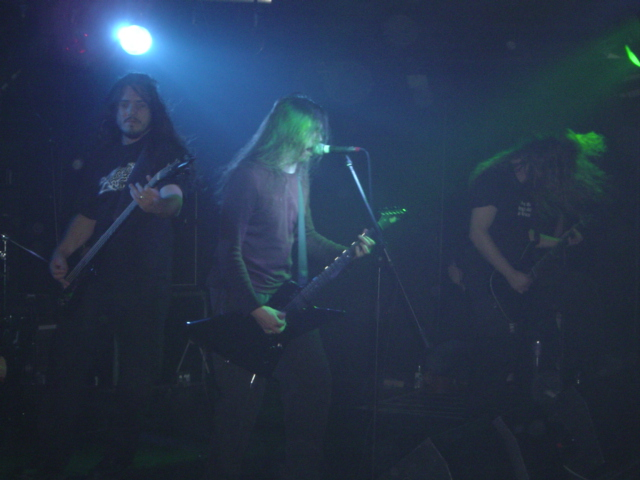
Hypocrisy, 15 lutego 2006

| 1999                           | Hypocrisy Destroys Wacken (VHS, CD) - Data: 28 czerwca 1999 - Wydawca: Nuclear Blast                          | —  |
| 2001                           | Live & Clips (DVD) - Data: 17 kwietnia 2001 - Wydawca: Nuclear Blast                                          | —  |
| 2011                           | Hell Over Sofia - 20 Years Of Chaos And Confusion (DVD) - Data: 14 października 2011 - Wydawca: Nuclear Blast | 15 |
| "—" pozycja nie była notowana. | |    |

## Teledyski
| Rok  | Tytuł                     | Reżyseria    | Album                       |
| ---- | ------------------------- | ------------ | --------------------------- |
| 1992 | "Left To Rot"             | —            | Penetralia                  |
| 1992 | "Impotent God"            | —            | Penetralia                  |
| 1993 | "Pleasure Of Molestation" | —            | Osculum Obscenum            |
| 1993 | "Inferior Devoties"       | —            | Osculum Obscenum            |
| 1996 | "Roswell 47"              | —            | Abducted                    |
| 1997 | "The Final Chapter"       | —            | The Final Chapter           |
| 2004 | "Eraser"                  | —            | The Arrival                 |
| 2005 | "Scrutinized"             | Mike Adelica | Virus                       |
| 2010 | "Weed Out The Weak"       | Denis Goria  | A Taste Of Extreme Divinity |
| 2013 | "End of Disclosure"       | —            | End of Disclosure           |
| 2013 | "Tales of Thy Spineless"  | —            | End of Disclosure           |